# Ichneumon egregiafacialis
Ichneumon egregiafacialis là một loài tò vò trong họ Ichneumonidae.